# Сальніков Дмитро Миколайович
Сальніков Дмитро Миколайович (рос. Сальников Дмитрий Николаевич; *9 (21) жовтня 1882, Шяуляй, Російська імперія — †18 травня 1945, Харбін, Маньчжоу-го) — білий генерал, учасник 1-го Кубаньського, Сибірського та Хабаровського походів Білої армії, активний діяч російської еміграції на Далекому Сході.

## Життєпис
Народився 9 (21 за новим стилем) жовтня 1882 року у місті Шяуляй Ковенської губернії Російської імперії (територія сучасної Литви). Закінчив Псковську гімназію, Холмську духовну семінарію, Одеське військове училище (1903) та Академію Генерального штабу (1912).
Підпоручиком брав участь у Російсько-японський війні, був поранений під Мукденом. Під час Першої світової війни в чині підполковника служив штаб-офіцером з доручень при штабі 13-го армійського корпусу. Був нагороджений орденом святого Георгія.
З початком громадянської війни служив у Добровольчеській армії. За участь у «льодовому» поході взимку 1918, був нагороджений однією з найшанованіших у Білому русі нагород — «Знак отличия Первого Кубанского похода».
Улітку 1918 року перебував у складі Донської армії в чині полковника, а восени 1918, на посаді генерал-квартирмейстера штабу Добровольчеської армії, керував організацією розвідки армії. З 27 листопада 1918 року по березнь 1919 командувач 1-го Офіцерського (Марковського) полку. Деякий час очолював 5-ту Донську кінну бригаду. Згадується у романі Михаїла Шолохова «Тихий Дон».
В березні 1919 року полковника Сальнікова відрядили до ставки адмірала О. В. Колчака. З червня по вересень 1919 обіймав посаду керівника штабу Східного фронту.
14 березня 1920 року отримав звання генерал-майор. За участь у Сибірському поході був нагороджений відзнакою «За Великий Сибирской Поход» (17 червня 1920 р.). У червні — жовтні 1920 очолював особливий відділ (розвідку) Далекосхідної армії.
В 1921 році працював генералом з доручень з військових питань при Тимчасовому Приамурському уряді. Брав участь у Хабаровському поході Білої армії.
З 1922 року, після поразки Білого руху на Далекому Сході, жив в еміграції у Китаї. Працював техніком шляхів залізничного сполучення та вчителем. Брав активну участь в роботі емігрантських об'єднань — обіймав посади керівника штабу Далекосхідного відділку Корпуса Імператорської армії та флоту, а також штабу Далекосхідної Спілки військових. З 1 листопада 1935 року — помічник керівника 7-го відділу Бюро у справах російських емігрантів, — антикомуністичної, напіввійскової організації, що була створена на теренах Маньчжурії за підтримки уряду Японії.
Помер 18 травня 1945 у місті Харбін, Маньчжурська держава.